# Hipolit Novomeški
Hipolit Novomeški (rojstno ime Janez Adam Geiger), slovenski filolog, nabožni pisatelj, leksikograf, prevajalec in kapucin, * 1667, Novo mesto, † 5. april 1722, Kranj.
Leta 1712 je napisal dvodelni latinsko-nemško-slovenski in nemško-slovensko-latinski Dictionarium trilingue, ki je ostal v rokopisu, ter leta 1715 prireditev Bohoričeve slovnice Grammatica latino-germanico-slavonica in tretjo izdajo lekcionarja Evangelia inu lystuvi. 